# Сінт-Мартен (Північна Голландія)
Сінт-Мартен (нід. Sint Maarten) — село в нідерландській провінції Північна Голландія. Входить до муніципалітету Схаген.
Його площа становить 2,98 км², а населення станом на 2021 рік складало 945 осіб.
Перша згадка про населений пункт датується 1289 роком.
До 1990 року мало статус окремого муніципалітету.